# Ноласкоайн, Перу
Перу Ноласкоайн Эсналь (исп. Peru Nolaskoain Esnal; 25 октября 1998 года, Сумая, Испания) — испанский футболист, полузащитник клуба «Эйбар».

## Карьера
Перу выступал за молодёжные клубы «Антигуоко» и «Атлетик». С июня 2016 года — игрок второй команды «Атлетика». 21 августа дебютировал за «Бильбао Атлетик» в поединке против «Сокуэльямоса». В этом же матче забил свой первый мяч во взрослом футболе. Всего в дебютном сезоне сыграл 22 матча, забил мяч, в основном появляясь на замену. В сезоне 2017/18 был основным игроком второй команды, принял участие в 39 встречах, выходя в стартовом составе.
Сезон 2018/19 начал с основной командой «Атлетика». 20 августа 2018 он дебютировал в Ла Лиге поединком против Леганеса, опять же отличившись в первой встрече за клуб и принеся ему победу.
Выступал за юношеские сборные Испании различных возрастов.